# Самоубийство Джейми Родемейера
Джейми Родемейер (англ. Jamey Rodemeyer, 21 марта 1997, Буффало, США — 18 сентября 2011, Амхерст, США) — американский подросток, известный своим активизмом против гомофобии и своими видео на YouTube, направленными на помощь жертвам гомофобного издевательства. Его самоубийство было связано с постоянной травлей, что впоследствии привело к предложению нового законодательства о кибербуллинге.

## Личная жизнь
Джейми Родемейер жил со своими родителями, Тимом и Трейси Родемейер, и со старшей сестрой Алиссой в доме недалеко от Буффало, штат Нью-Йорк. Ранее учился в средней школе Хейм и был новичком в Северной средней школе Уильямсвилля на момент смерти.
Он был откровенен в отношении своей сексуальной ориентации и в результате этого столкнулся с жестоким издевательством. Вдохновение помочь другим пришло Джейми от Леди Гаги, которой он восхищался больше всего. Он часто ссылался на неё в своих видео и цитировал её тексты, чтобы дать руководство другим.

## Активизм
Родемейер сталкивался с издевательствами в средней школе из-за своей сексуальной ориентации. Анонимно опубликованные комментарии на его аккаунте в Formspring включали сообщения с ненавистью, такие как «Джейми глуп, гей, толстый и уродливый, он должен умереть!» (JAMIE IS STUPID, GAY, FAT ANND [sic] UGLY. HE MUST DIE!) или «Мне было бы всё равно, если бы ты умер. Всем было бы. Так что просто сделай это :) Это сделало бы всех счастливее!» (I wouldn’t care if you died. No one would. So just do it :) It would make everyone WAY more happier!). Несмотря на это, он использовал свой опыт для создания видеороликов на YouTube под именем xgothemo99xx, чтобы помочь другим людям, которые сталкивались с подобными ситуациями. Он также снял видео для проекта «It Gets Better», посвящённого предотвращению самоубийств среди подростков.

## Смерть
Родемейер был найден мёртвым своей старшей сестрой Алиссой на заднем дворе утром 18 сентября 2011 года в результате очевидного самоубийства, повешения. Перед смертью он опубликовал в Twitter последнее сообщение, адресованное Леди Гаге.

### Последствия
Нью-йоркский полицейский департамент начал уголовное расследование после смерти Джейми Родемейера. Помощь в следствии оказал окружной прокурор округа Эри Фрэнк Седита. Расследование длилось девять недель и включало в себя анализ записей домашнего компьютера и мобильного телефона Джейми. Хотя были обнаружены возможные доказательства криминального преследования, эти инциденты либо не имели достаточных доказательств для судебного преследования, либо срок давности истёк. Расследование завершилось без предъявления обвинений.
Новости о смерти Джейми вызвали возмущение со стороны сторонников по всему миру. После его смерти Тим и Трейси Родемейер дали интервью средствам массовой информации о своём сыне и его борьбе с издевательствами. Оба родителя воспользовались возможностью содействовать миру и равенству в надежде предотвратить подобные события.
В интервью Энн Карри в передаче The Today Show родители Джейми сказали, что они, их дочь и сын всё ещё подвергаются издевательствам даже после самоубийства последнего. Когда Алисса посетила школьные танцы, друзья Джейми начали петь его имя в поддержку, когда начала играть песня Леди Гаги. В ответ хулиганы также начали петь о том, что они были рады смерти Джейми.
Узнав о его смерти, Леди Гага заявила, что очень расстроена и проводила эти дни «размышляя, плача и крича». Затем она посвятила свою песню «Hair» Джейми во время выступления на музыкальном фестивале iHeartRadio в MGM Grand Hotel в Лас-Вегасе. Позднее Леди Гага встретилась с президентом Бараком Обамой, чтобы обсудить, что сделает его администрация, чтобы предотвратить издевательства в школах.
Также в ответ на его смерть правящая Мисс Нью-Йорк Кейтлин Монте создала онлайн-петицию, чтобы донести проблему интернет-травли (известный как «Закон Джейми») до нью-йоркских законодателей. Вскоре после этого сенатор штата Джеффри Кляйн предложил новый закон о киберзапугивании. Монте и Кляйн совместно запустили Нью-Йоркскую Перепись Cyberbully.
В октябре 2011 года актёр Закари Куинто отметил, что смерть Родемейера стала толчком для его каминг-аута как гея. Также поступил журналист Дэн Клоффлер из ABC News Now.
В том же месяце другой подросток, Джейми Хабли, по сообщениям, совершил самоубийство по той же причине. Хотя он никогда не упоминал о Родемейере, параллели всё равно проводились.
В сериале «Хор» телеканала Fox упоминался Джейми, когда Финн (Кори Монтейт) говорил с Сантаной (Ная Ривера) о гей-самоубийстве в эпизоде «Я поцеловал девушку»; в дальнейшем упоминание произошло в эпизоде «На моём пути», когда Дэвид Карофски (Макс Адлер), студент-гей, пытается покончить с собой, повесившись из-за интернет-травли, однако отцу удаётся во время спасти его.
25 февраля 2012 года Майкл Кнот открыл страницу памяти Джейми после просмотра новостной ленты о нём. Он основал страничку в Facebook и некоммерческую организацию под названием «Have a Gay Day», ссылаясь на двойное значение слова «гей» — «гомосексуал» и «весёлый». В 2012 году американская металкор-группа The Bella Donna выпустила песню, основанную на смерти Джейми, под названием «Don’t Jump». В песне есть клипы одного из друзей Джейми, выступавших от его имени.